# Цыгане в Беларуси

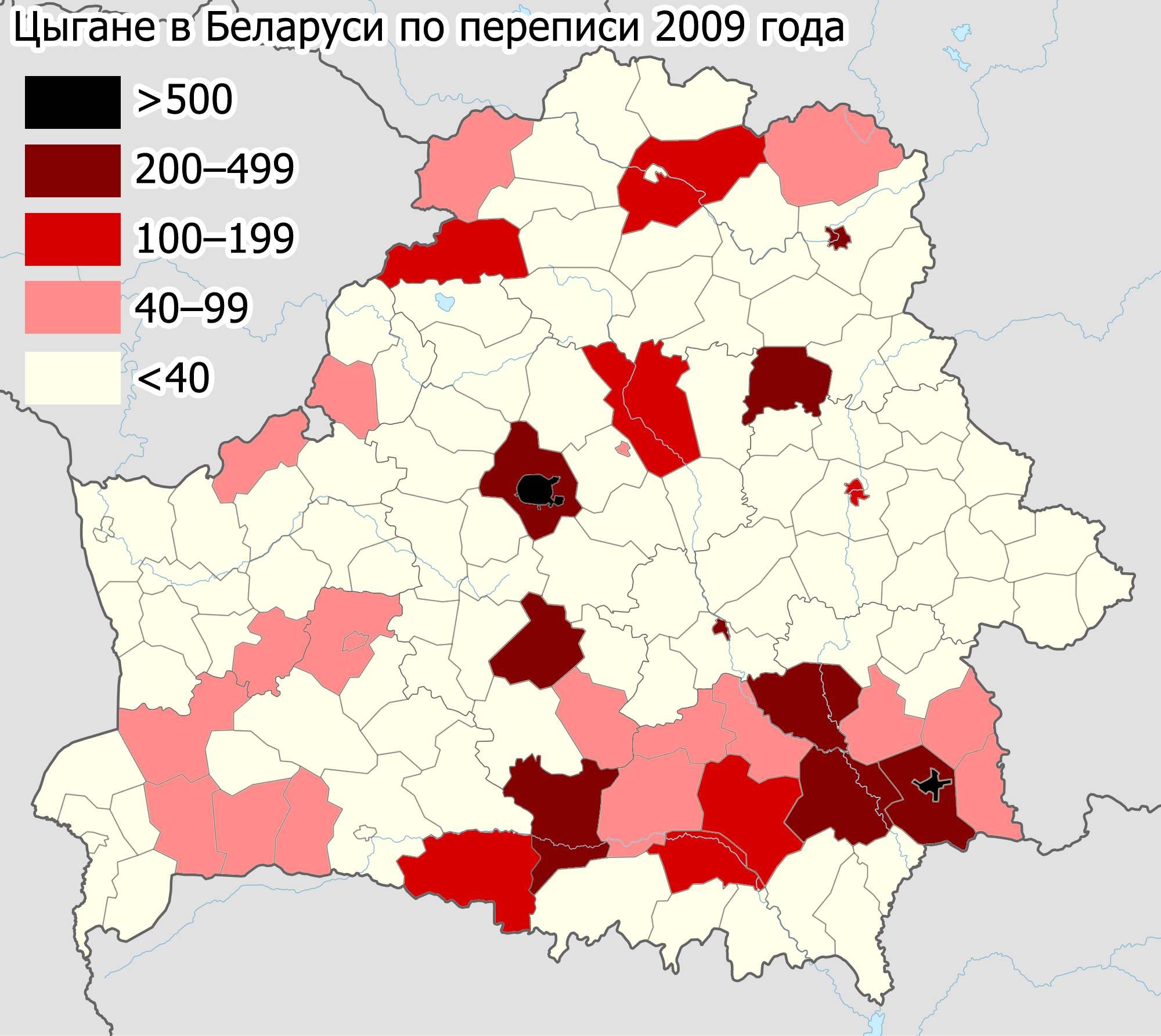
Численность цыган в районах и городах областного подчинения по переписи 2009 года.

Цыгане (бел. Цыганы ў Беларусі) — одна из этнических групп, населяющих территорию современной Республики Беларусь.

## История

### Великое княжество Литовское
Первое упоминание о цыганах на территории Великого княжества Литовского относится к привилею Александра Ягеллончика 1501 года. В Великом княжестве Литовском у цыган, которые не изменили своего полукочевого образа жизни, однако, появились и свои центры — Мир (крупнейшая община), Сморгонь и Эйшишкес. Также существовало несколько цыганских деревень. В этих населённых пунктах межэтнические контакты были наиболее интенсивными, что иногда приводило к нарастанию социальной напряжённости.
Несмотря на то что в Великом княжестве Литовском цыгане не подвергались таким же преследованиям, как в Западной Европе, Статуты ВКЛ запрещали цыганам занимать государственные посты.
В 1586 году вальный сейм принял постановление об изгнании неоседлых цыган, однако они продолжали вести прежний образ жизни, оставаясь на одном месте только во время зимовок. Традиционно цыгане обосновывались на окраинах городов и местечек, занимались ремёслами, торговлей, гаданием и другими занятиями; в Мире цыганами было основано несколько мануфактур.

### Российская империя
После присоединения территории Беларуси к Российской империи (1772—1795) осуществлялись неудачные попытки приобщения цыган к оседлому образу жизни, для чего их записывали в крестьянское сословие и старались заставить их обрабатывать землю. В 1812 году цыганам было разрешено селиться в городах и записываться в сословия мещан и купцов. Тем не менее, большинство цыган на территории Российской империи вели кочевой или полукочевой образ жизни.

### СССР
В 1927 году в Витебском районе был основан первый в СССР цыганский колхоз «Новае жыццё» (Новая жизнь), а вскоре в Жлобинском районе был основан второй цыганский колхоз. В 1930-е годы в Витебске действовала семилетняя цыганская школа. Во время Великой Отечественной войны цыгане на территории Беларуси жестоко истреблялись; многие бежали в леса к партизанам.
После принятия в 1956 году указа «О приобщении к труду цыган, занимающихся бродяжничеством» цыгане насильно приобщались к оседлому образу жизни, однако они всё равно стремились селиться вместе. В результате местами компактного поселения цыган в Беларуси стали, в частности, Северный посёлок в Заводском районе Минска, посёлок Колодищи в Минском районе и Титовка в Бобруйске.

### Республика Беларусь
Образовательный уровень цыган Беларуси остаётся невысоким — по переписи 2009 года, в стране насчитывалось 28 цыган с высшим образованием.
Сообщалось, что белорусская милиция имеет неофициальные инструкции по работе с цыганами, из-за чего цыган часто задерживают, снимают отпечатки пальцев, конфискуют транспортные средства.
16 мая 2019 года несколько десятков цыган были задержаны в Могилёве по подозрению в причастности к смерти сотрудника ГАИ. Впоследствии выяснилось, что он покончил жизнь самоубийством. Министр внутренних дел Игорь Шуневич отказался извиниться перед цыганами за массовые задержания Международная федерация за права человека призвала к расследованию инцидента.

## Этнические группы
В Беларуси проживают различные этнические и патронимические группы цыган:
- «коренные цыгане», называющие себя белорусскими[10], самоназвание — беларуска рома[11], делятся на разные территориальные и родоплеменные подгруппы (титулы): минча́ни, гоме́льцы, витебщу́ки, липе́нцы, халадорэ́[11] и др; подавляющее большинство разговаривает на белорусско-литовском (балто-славянском) цыганском диалекте, очень близком к диалекту русских цыган.[11]
- литовско-польские цыгане, самоназвание — бежанцы, бежанцытка рома[11][12], в восточной Польше — халадытка рома[11]; В Беларусь начали массово приезжать в 60―70-х годах, вероятно, после указа о запрете кочевья 1956 года[11]; разговаривают на литовско-польском цыганском диалекте с большим количеством заимстований из белорусского языка.[11][13]
- русские цыгане;
- польские цыгане, самоназвание — польска рома; субэтнические группы: берни́ки, курса́ки, уде́йки и др;
- литовские цыгане, самоназвание — литовска рома; субэтнические группы: бу́чки, флю́ки и др;
- латышские цыгане, самоназвание — лотфитка рома;[14]
- сэрвы;
- кэлдэрары

## Численность
Хотя долгое время подсчёт численности цыган был затруднён из-за кочевого образа жизни, они включались в подсчёты в переписях населения. По результатам переписи 1897 года, на территории Минской губернии проживало 498 цыган, в Гродненской губернии — 6 206 цыган, в Витебской губернии — 1054 цыгана, в Могилёвской губернии — 637 цыган, Ошмянском уезде Виленской губернии — 29 цыган, Лидском уезде — 37 цыган. Перепись 1926 года насчитала в БССР (то есть, без учёта Западной Белоруссии) 2366 цыган (168 в городах и 2198 в сельской местности). По переписи 1939 года, в БССР насчитывалось 3632 цыгана, по переписи 1959 — 4662 цыгана, по переписи 1970 — 6843 цыгана, по переписи 1979 — 8408 цыган, по переписи 1989 — 10 762 цыгана. Перепись 1999 года насчитала 9927 цыган, перепись 2009 года — 7079 цыган. По результатам этой переписи, больше всего цыган насчитывалось в Гомельской области — 2501 человек.
|  |

| Численность цыган по областям (2009):                                                           |
| Графики недоступны из-за технических проблем. См. информацию на Фабрикаторе и на mediawiki.org. |

## Известные цыгане из Белоруссии
• Вальдемар Калинин — писатель, поэт, автор первого полного перевода Библии, который существует на цыганском языке сегодня во всем мире